# Caspar and Mollüsk
Caspar and Mollüsk es un EP hecho por Chris Ballew de The Presidents of the United States of America (Caspar) y Beck (Mollüsk). Se presionó en vinilo de siete pulgadas, transparente-amarillo, y fue publicado por Cosmic Records en 1995. La mayoría de las canciones del EP son en realidad de Chris Ballew, pero Beck aparece en la pista "Twig". Ballew estaba grabando esta canción en un 4 pistas en la casa de Beck en Los Ángeles, Beck salió de su habitación y se unió a Ballew en la grabación de dicha canción. "Twig" fue regrabada nuevamente por The Presidents of the United States of America y aparece en su álbum II (1996).

## Lista de canciones
Lado A
1. Caspar and Mollüsk - "Twig"
2. Caspar - "Untitled"

Lado B
1. Caspar - "Lint Cake"
2. Caspar - "Untitled"